# Actinonaias pectorosa
Actinonaias pectorosa es una especie de molusco bivalvo  de la familia Unionidae.

## Distribución geográfica
Es  endémica de los Estados Unidos.